# Candidatura de Roterdão aos Jogos Olímpicos de Verão da Juventude de 2018
Roterdão 2018 foi a candidatura da cidade de Roterdão e do Comitê Olímpico dos Países Baixos para acolher os Jogos Olímpicos da Juventude de 2018.

## História

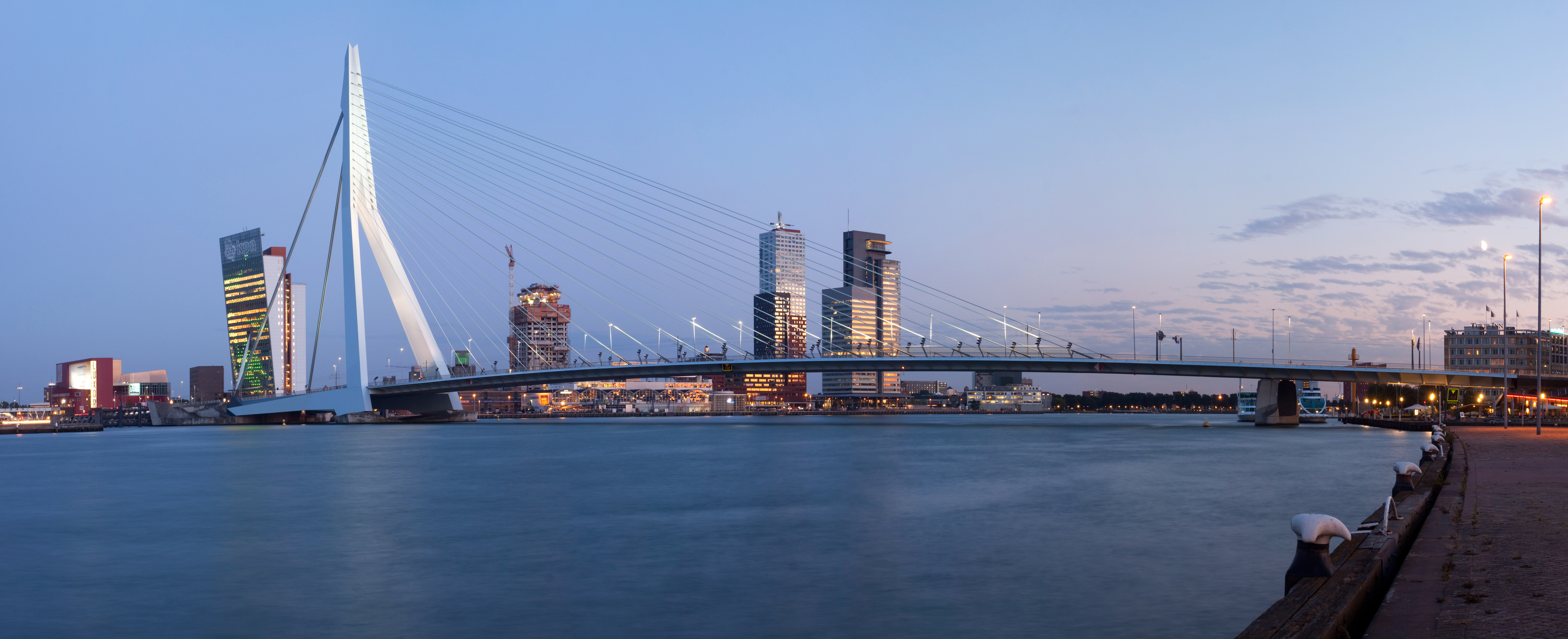
Vista da ponte Erasmusbrug

No dia 29 de Fevereiro de 2012, foi anunciada a candidatura de Roterdão às Olimpíadas da Juventude de 2018. A cidade holandesa não conseguiu, contudo, entrar na lista das cidades candidatas, anunciada a 13 de Fevereiro de 2013. Buenos Aires viria a ser eleita para sediar as Olimpíadas da Juventude de 2018, num anúncio efectuado a 4 de Julho de 2013.

## Candidaturas anteriores
Roterdão nunca se candidatou a receber quaisquer Olimpíadas, mas Amesterdão, capital dos Países Baixos, já tentara trazer Jogos Olímpicos ao país, uma vez com sucesso. Foi o caso dos Jogos de 1916, que seriam em Berlim se não fossem cancelados devido à Primeira Guerra Mundial; a cidade voltou a candidatar-se em 1920 e 1924, mas não conseguiu superar, respectivamente, Antuérpia e Paris. Mais tarde, para os Jogos Olímpicos de 1928, Amesterdão voltou a candidatar-se e finalmente com sucessos. Depois disso, candidatou-se mais duas vezes, sem sucesso, em 1952 (Helsínquia) e 1992 (Barcelona).